# Rhabdotalebra pikna
Rhabdotalebra pikna är en insektsart som beskrevs av Irena Dworakowska 1994. Rhabdotalebra pikna ingår i släktet Rhabdotalebra och familjen dvärgstritar.
Artens utbredningsområde är Venezuela. Inga underarter finns listade i Catalogue of Life.